# Hans Rudolf Growald
Hans Rudolf Growald (geboren 13. April 1902 in Charlottenburg bei Berlin; gestorben 13. Mai 1942 im Vernichtungslager Kulmhof) war ein deutscher Grafiker.

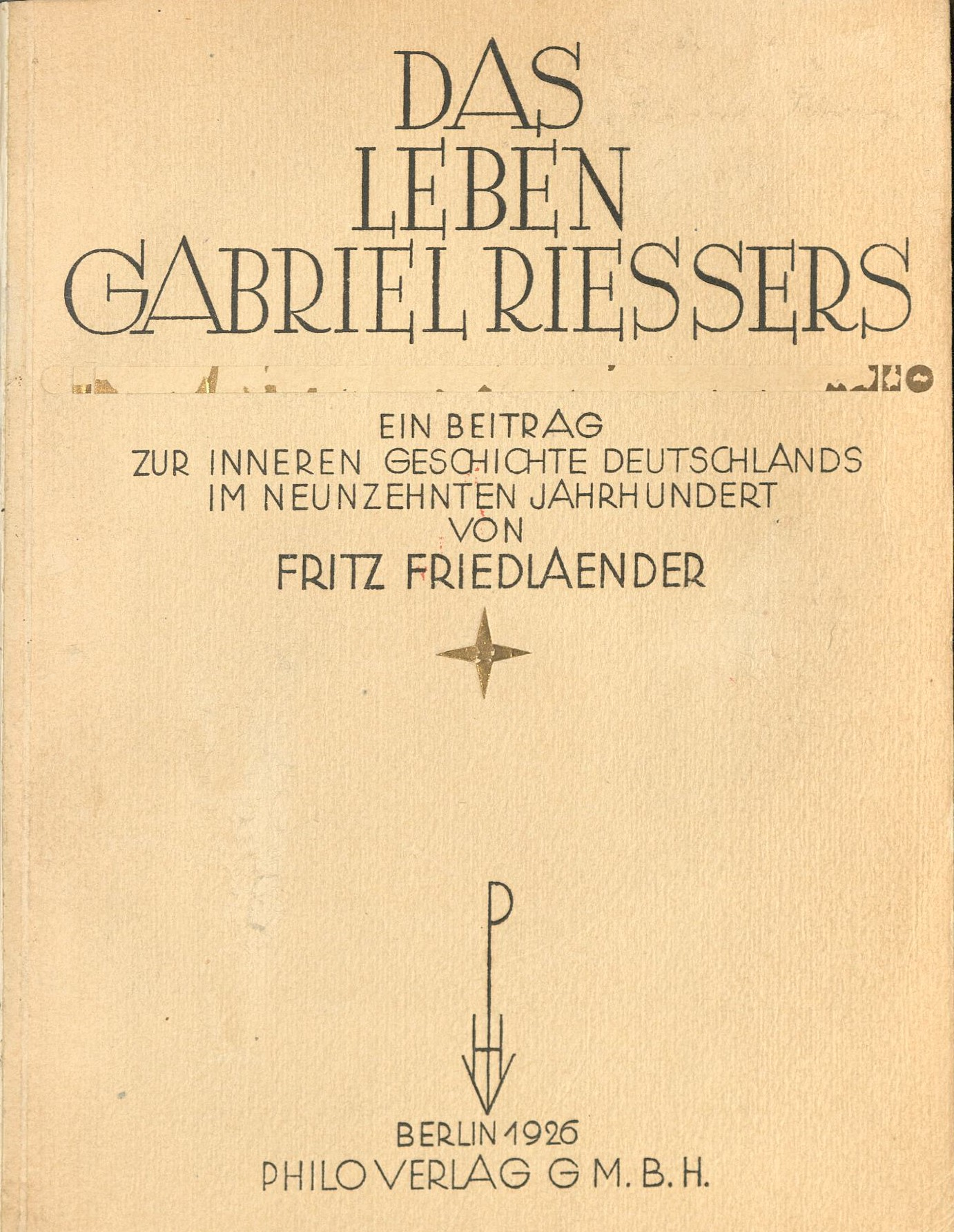
Einbandgestaltung beim Philo-Verlag (1926)

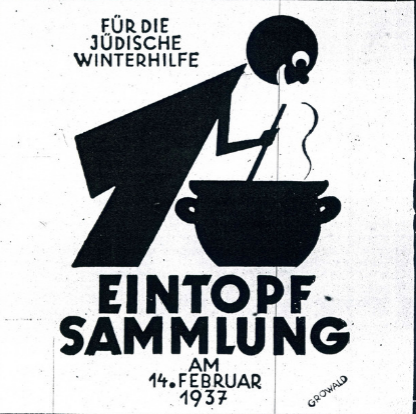
Spendenaufruf für die Jüdische Winterhilfe 1937

## Leben
Hans Rudolf Growald war ein Sohn des Werbefachmanns Ernst Growald (1867–1941) und der Frieda Wulff (1879–1934). Sein Vater arbeitete bei der Werbefirma Hollerbaum und Schmidt und verfasste Schriften über das neue Phänomen der Wirtschaftsreklame.
Hans Rudolf Growald war taubstumm und besuchte die Israelitische Taubstummenanstalt in Berlin-Weißensee. Er wurde Grafiker und arbeitete als Reklamezeichner und Karikaturist unter dem Künstlernamen Rudo für verschiedene Zeitungen und Zeitschriften. Er gestaltete auch Veröffentlichungen der Jüdischen Gemeinde in Berlin. Growald heiratete 1926 die Modezeichnerin Edith Baumgarten (1904–1942); sie hatten den 1926 geborenen Sohn Ernst.  
Angesichts der deutschen Judenverfolgung wurde Ernst Growald mit einem Kindertransport nach England in Sicherheit gebracht, er lebte später in Brasilien. Am 18. Oktober 1941 wurde das Ehepaar Growald mit dem ersten Osttransport in das Ghetto Litzmannstadt verschleppt und von dort am 13. Mai 1942 in das Vernichtungslager Kulmhof deportiert, wo sie ermordet wurden.

## Gedenken
2013 wurden vom Künstler Gunter Demnig vor dem Wohnhaus der Growalds in Berlin-Wilmersdorf Stolpersteine für Edith und Hans Rudolf Growald verlegt.